# Грујо Самарџић
Грујо Самарџић (1914 — 1941) најуспјешнији је скијаш из Пала из времена између два свјетска рата. Побједник је више регионалних такмичења у смучању из наведеног времена.

## Биографија
Грујо Самарџић рођен је 1914. године у Палама. У овом мјесту је провео своје дјетињство и младост. Смучањем се почео бавити веома млад, а први наступи су му били за смучарски клуб „Славија”, чију традицију данас баштини Смучарски клуб „Романија” из Пала.
Први озбиљнији успјех је остварио са непуних 19 година, када је 1933. године на регионалном такмичењу, које је одржано у њему родним Палама, заузео прво мјесто. Грујо је наставио са успјесима и у другим сличним такмичењима која су организована на Јахорини, Требевићу, Црепољском и другим сличним скијалиштима у околини Сарајева.
Самарџић је био свестран смучар. Такмичио се у нордијским и алпским дисциплинама. Био је изврстан тркач, скакач, слаломаш. Касније, истакао се и као смучарски инструктор. Крајем 1937. године, на Јахорини је отворена скучарска школа коју је он водио. Обучавао је у елементарној техници и оне искусније који су се усавршавали.
Самарџић је свој живот трагично завршио почетком Другог свјетског рата, током окупације Југославије. Без неког посебног повода, њемачки окупатор је ухапсио Самарџића 1941. године са групом других суграђана и стрељао без суђења.